# Гори Тангра

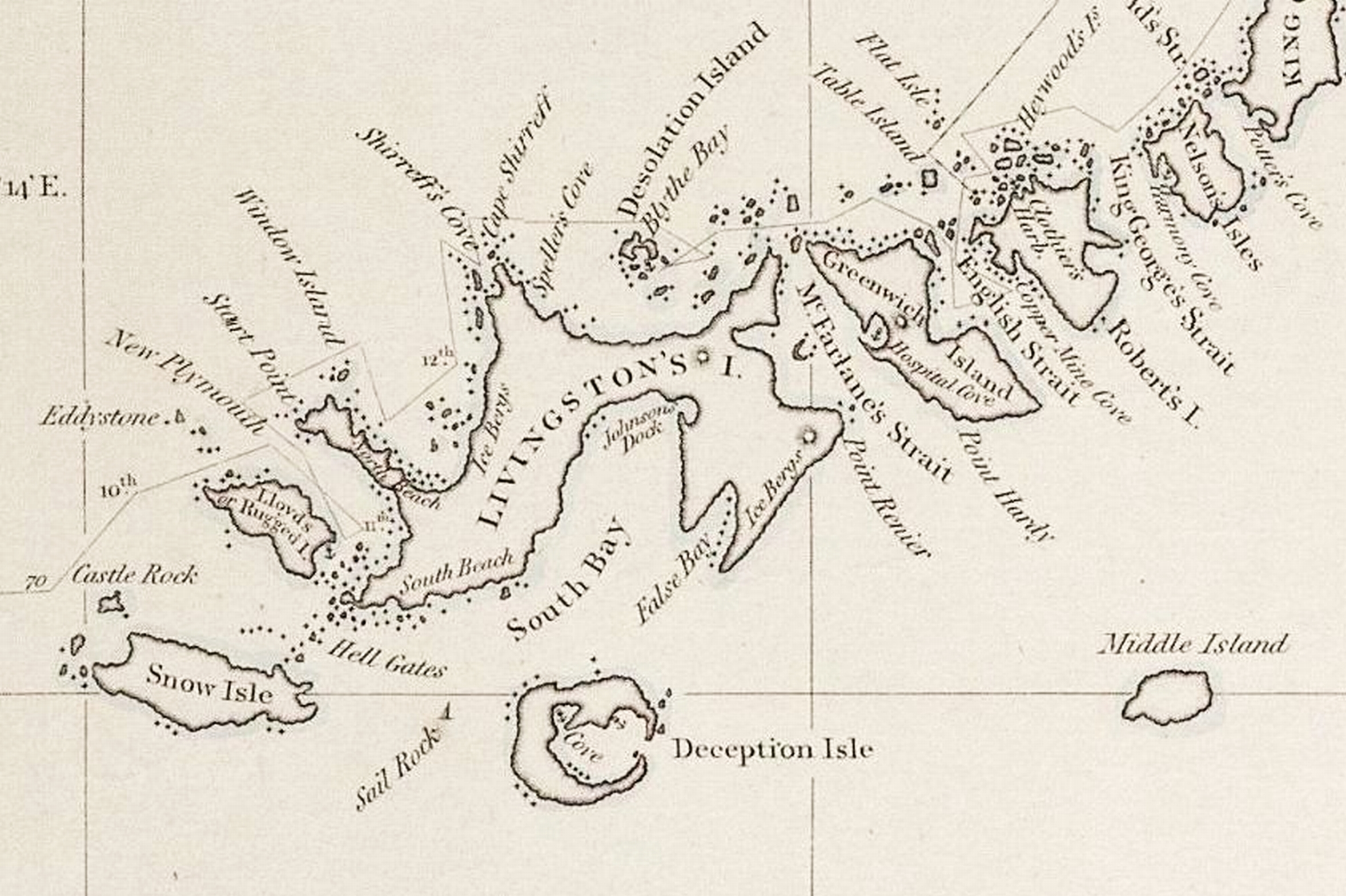
Гори Тангра (позначені праворучним написом "Крижані Берги") на фрагменті діаграми Джорджа Пауелла 1822 р. Південних Шетландських островів та Південних Оркнейських островів

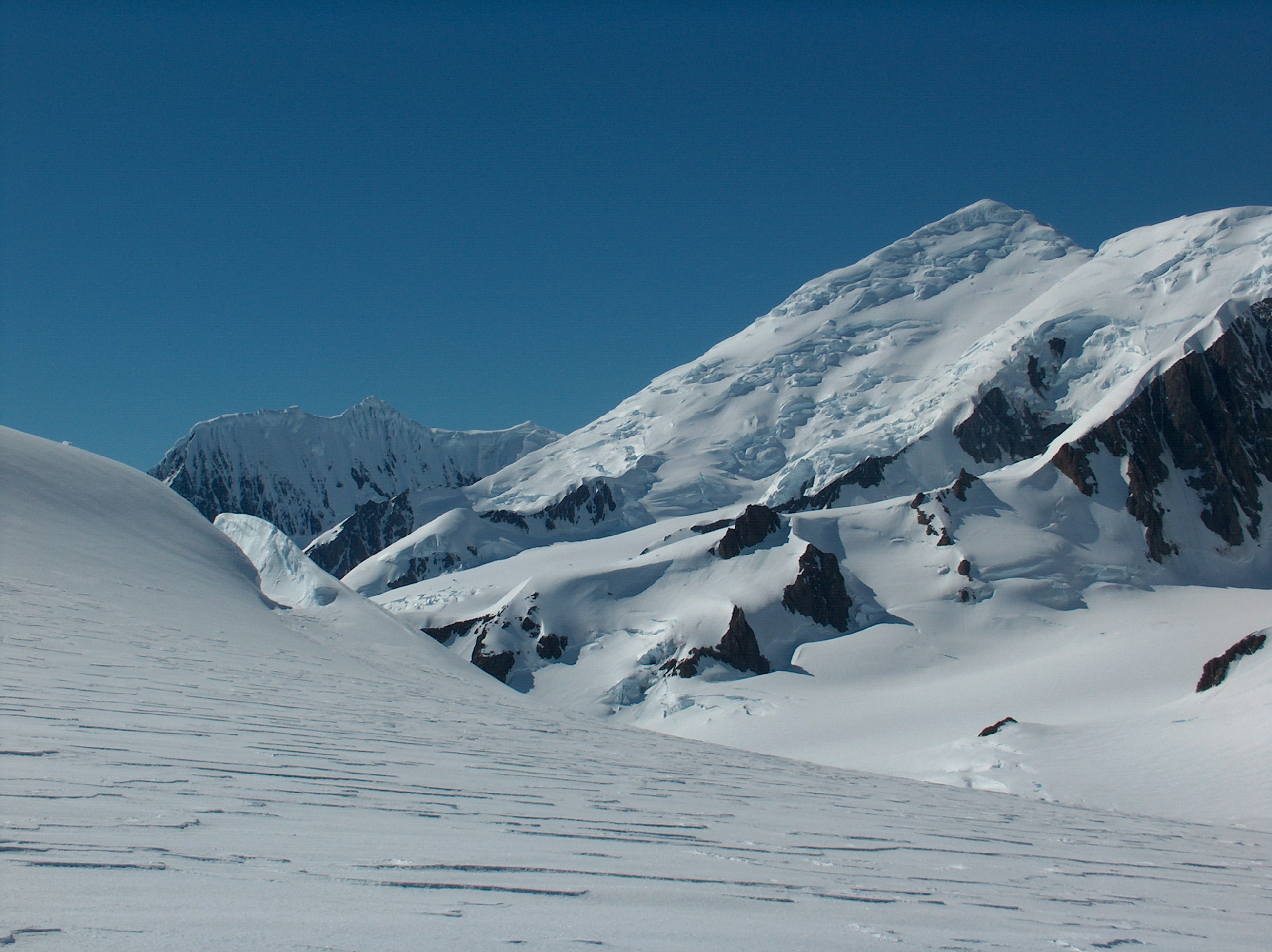
Хелмет Пік та Софія Пік

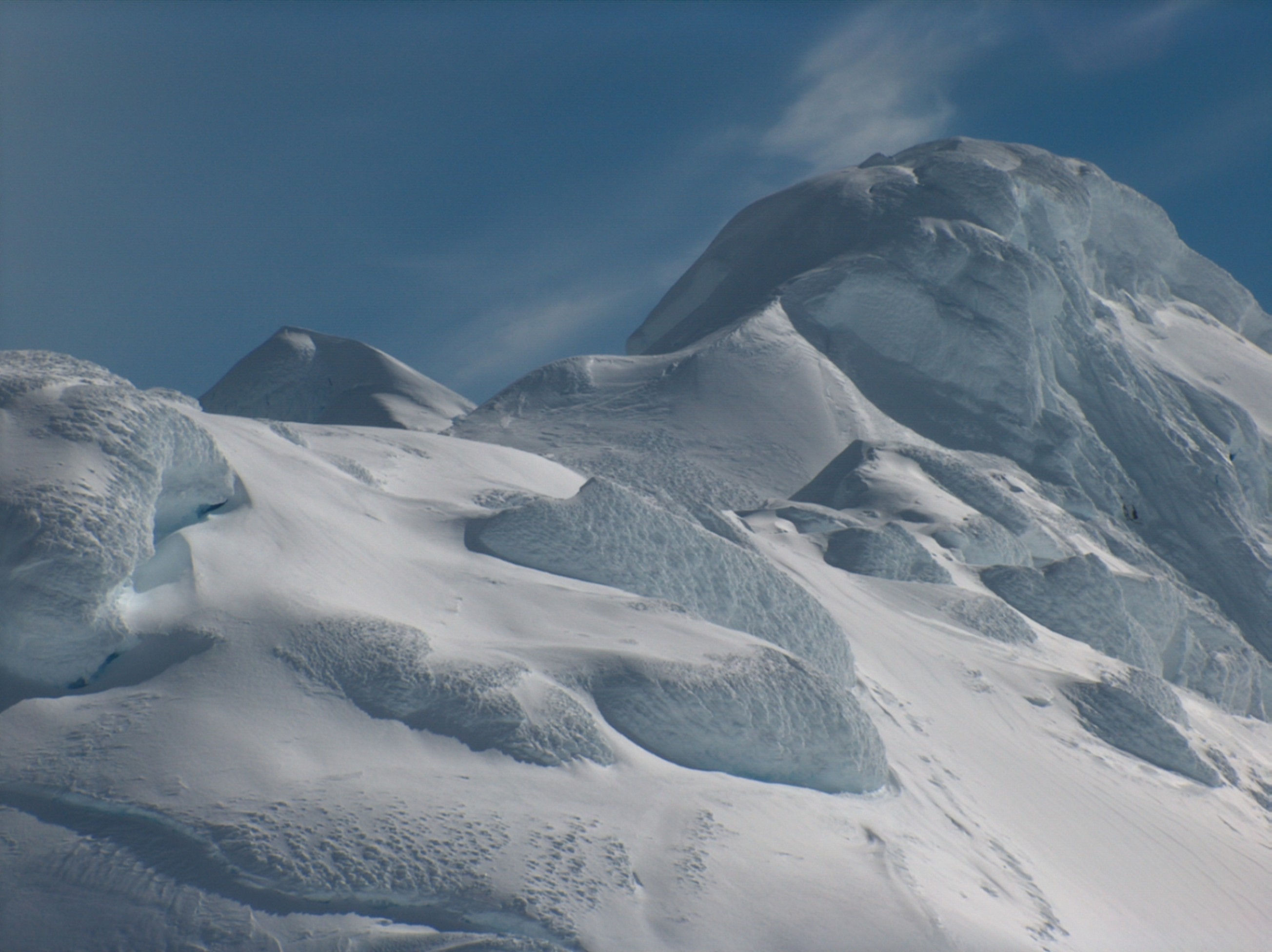
Гора Фрисланд із західного схилу вершини Лясковець

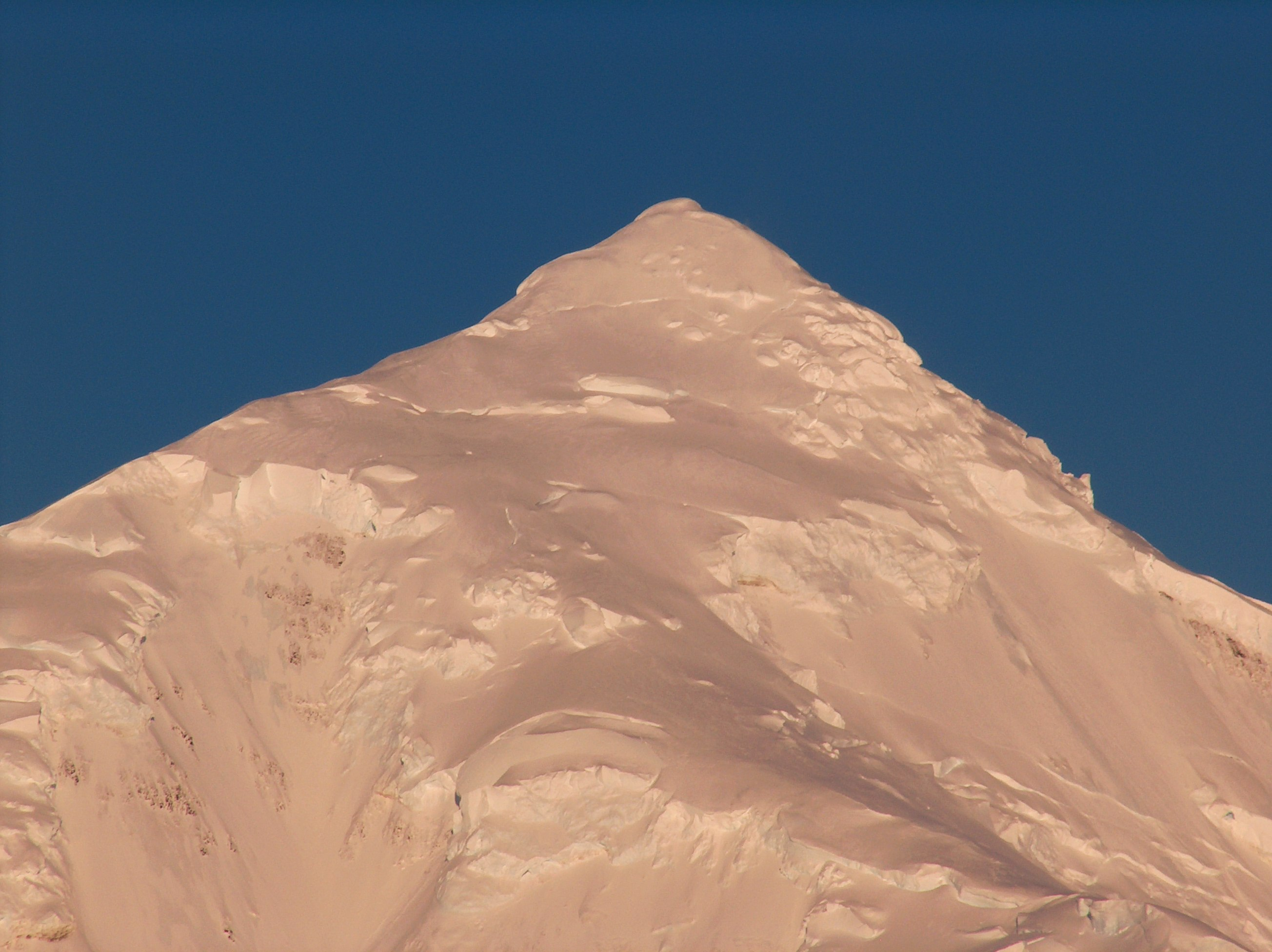
Великий голковий пік від протоки Брансфілд

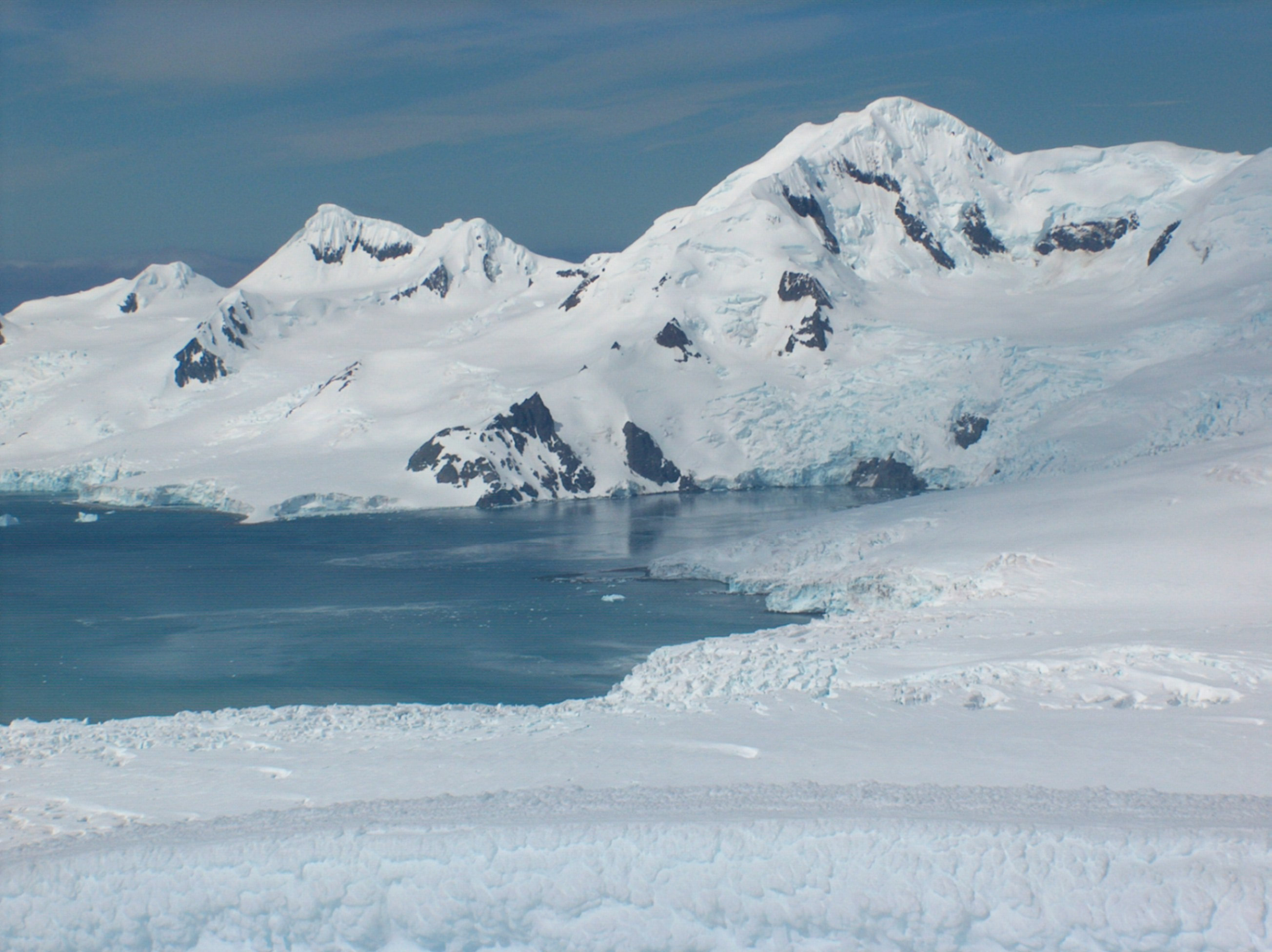
Хребет Дельчев з вершини Мельник

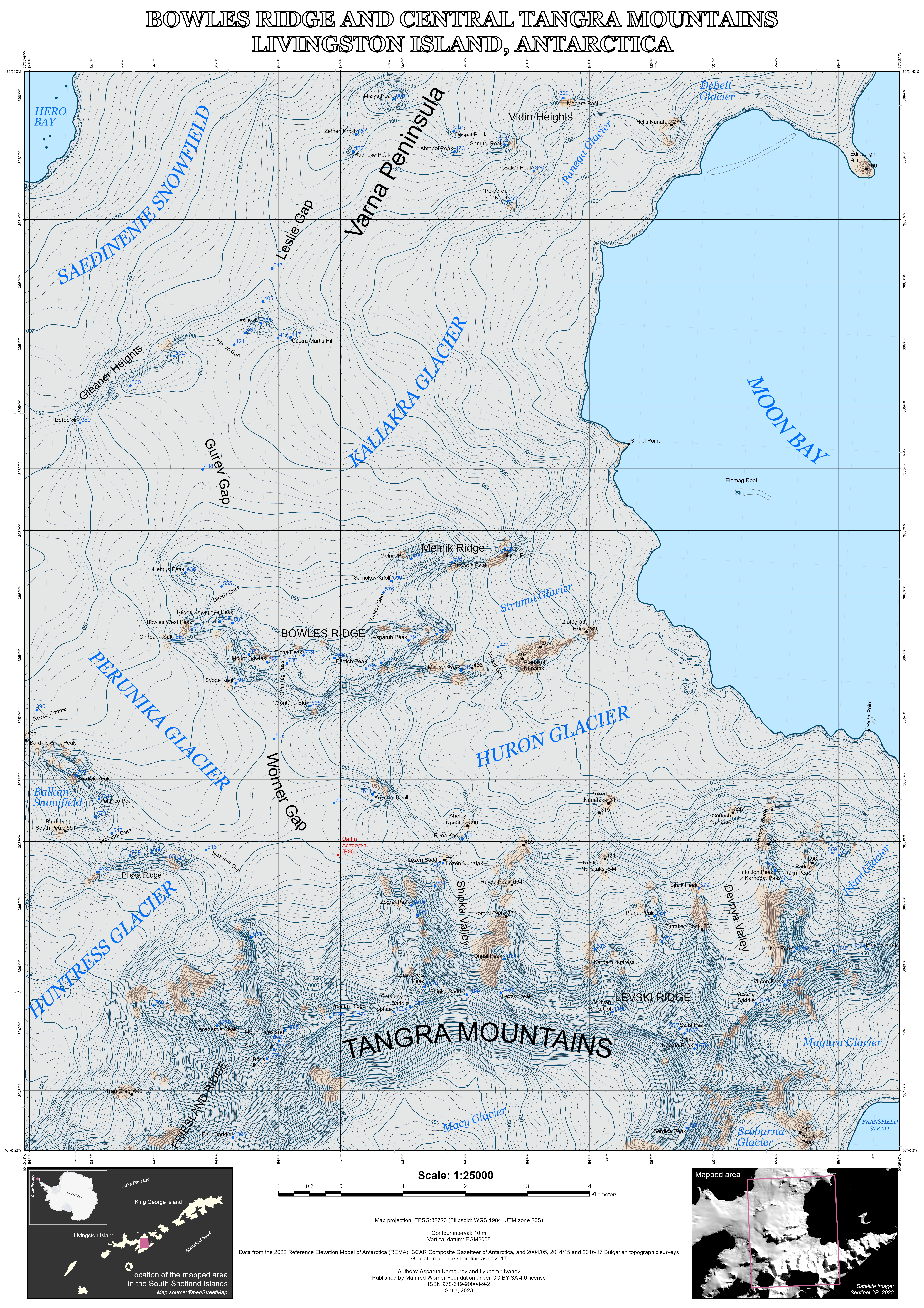
Topographic map of Bowles Ridge and central Tangra Mountains

Гори Тангра (болгарською Тангра планина) (62°40′00″ пд. ш. 60°06′00″ зх. д. / 62.66667° пд. ш. 60.10000° зх. д.) утворюють головний гірський хребет острова Лівінгстон на Південних Шетландських островах Антарктиди. Хребет був безіменний до 2001 року, коли він був названий на честь болгарського бога Тангра.
Гори Тангра займають 32 км між Барнард-Пойнт та Реньє-Пойнт, 8,5 км в ширину, і обмежені Місячною затокою та льодовиком Гурон на півночі, льодовиком Хантресс на північному заході, Фальшивою затокою на заході та протокою Брансфілд на південному сході, і пов'язані з хребтом Боулз, та з хребтом Пліска. Гори розділені на три основні хребти: хребет Фрисланд на заході, хребет Левського у центрі та хребет Дельчева на сході.
Вершини та схили Тангра зледенілі, містять льодовики Гурон, Мисливець, Руенський водоспад, Пештера, Милосердя, Тарновський льодовик П'ємонт, Преспа, Масі, Бояна, Сребарна, Магура, Добруджа, Ропотамо, Странджа, Пауталія, Сопот П'ємонт і Іскар..
Табір Академія в північно-західному передгір’ї вершини Зограф є ідеальними воротами до центральних гір Тангра через Каталунське Сідло (1260  м) на південь та Лозенське сідло (437  м) на схід. 14–16 грудня 2004 року каталонське сідло було досліджене розвідувальною групою Тангра 2004/05.

## Фрисландський хребет
Фрисландський хребет  15,5 км завдовжки простягається від точки Ботев на південному заході до сідла Шипка на північному сході. Вершина гори Фрисланд (62°40′14.9″ пд. ш. 60°11′10.7″ зх. д. / 62.670806° пд. ш. 60.186306° зх. д.) розміщена на висоті 1700 м. Це було виміряно за допомогою GPS в грудні 2003 року експедицією Фонду Омега під керівництвом Дамієна Гілдеа, яка здійснила друге сходження на гору Фрисланд. Інші головні вершини - Святий Борис (1699  м), Симеон (1580  м), Св. Кирило (1505  м), Лясковець (1473  м), Пресіанський хребет (1456 м), Святий Мефодій (1180  м), Академія (1253 м) та Зограф (1011 м). Перші підйоми: гора Фрисланд - Франческа Сабата та Хорхе Енріке з арктичної станції Хуана Карлоса  I  30 грудня 1991 року; Вершина Лясковець -  Л. Іванов та Д. Василев з табору Академія 14 грудня 2004 року; Зограф - Л. Іванов з табору Академія 31 грудня 2004 року; пік Симеон - Д. Боянова, Н. Петкова та Н. Хазарбасанова з Мисливського льодовика 15 січня 2017 року; і Св. Борис - Д. Боянов та Н.   Петков з району табору Академія 22 грудня 2016 року.

## Хребет Левського
Хребет Левського простягається на 8 км між сідлом Шипки на заході та сідлом Девіна на сході, і 8 км шириною між хребтом Черепіш на півночі і Крістофф Кліфф на півдні. Великий голковий пік ( 62°40′15″ пд. ш. 60°03′10″ зх. д. / 62.67083° пд. ш. 60.05278° зх. д. ) піднімається до 1680 м, і був вперше відкритий і GPS-обстежений болгарськими альпіністами Дойчином Бояновим, Миколою Петковим та Олександром Шоповим 8 січня 2015 року. Інші основні вершини - Левський (1430 м), Св. Іван Рильський (1350 м), Хелмет (1254 м), Сердіка (1200   м), Віхрен (1150   м), Онгал (1149 м) та Пловдив (1040 м). Інші перші підйоми: пік Онгал і пік Коміні (774   м) - Л. Іванов з табору Академія 21 грудня 2004 р. та пік Плана - Д. Боянов, Н. Петков та А.   Шопов 8 січня 2015 року.

## Хребет Дельчев
Хребет Дельчев займає відрізок 10 км довжиною між сідлом Девін на заході та Реньє-Пойнт на сході. Вершина Делчев (62°38′28″ пд. ш. 59°56′16″ зх. д. / 62.64111° пд. ш. 59.93778° зх. д.) піднімається до 940  м, інші основні вершини - Русе (800 м), Асен (800 м), Петер (800  м), Кубер (770 м), Елена (700  м), Спартак (650 м), Яворов (640 м) та Паїсій (550  м).

## Картографування
Британське картографування гір відбулося в 1968 році, іспанське картографування — в 1991 році, картографування фонду Омега — в 2004 році, болгарське картографування — в 2005 і 2009 роках з топографічних зйомок в 1995/96 та 2004/05 роках.
- С. Соккол, Д. Гілдеа та Дж. Бат. Острів Лівінгстон, Антарктида. [Архівовано 10 серпня 2008 у Wayback Machine.] Масштаб 1: 100000 супутникова карта. Фонд Омега, США, 2004 р.
- Л. Л. Іванов та ін. Антарктида: острів Лівінгстон та острів Гринвіч, Південні Шетландські острови (від англійської протоки до протоки Мортон, з ілюстраціями та розповсюдженням крижаного покриву). Масштаб 1: 100000 топографічна карта. Софія: Антарктична топонімічна комісія Болгарії, 2005.
- Л. Л. Іванов. Антарктида: Острови Лівінгстон та Гринвіч, острови Роберт, Сніг та Сміт. Масштаб 1: 120000 топографічна карта. Троян: Фонд Манфреда Вернера, 2010. ISBN 978-954-92032-9-5 (Перше видання 2009 р.) ISBN 978-954-92032-6-4)
- Л. Л. Іванов. Антарктида: острів Лівінгстон та острів Сміт. Масштаб 1: 100000 топографічна карта. Фонд Манфреда Вернера, 2017. ISBN 978-619-90008-3-0

## Список літератури

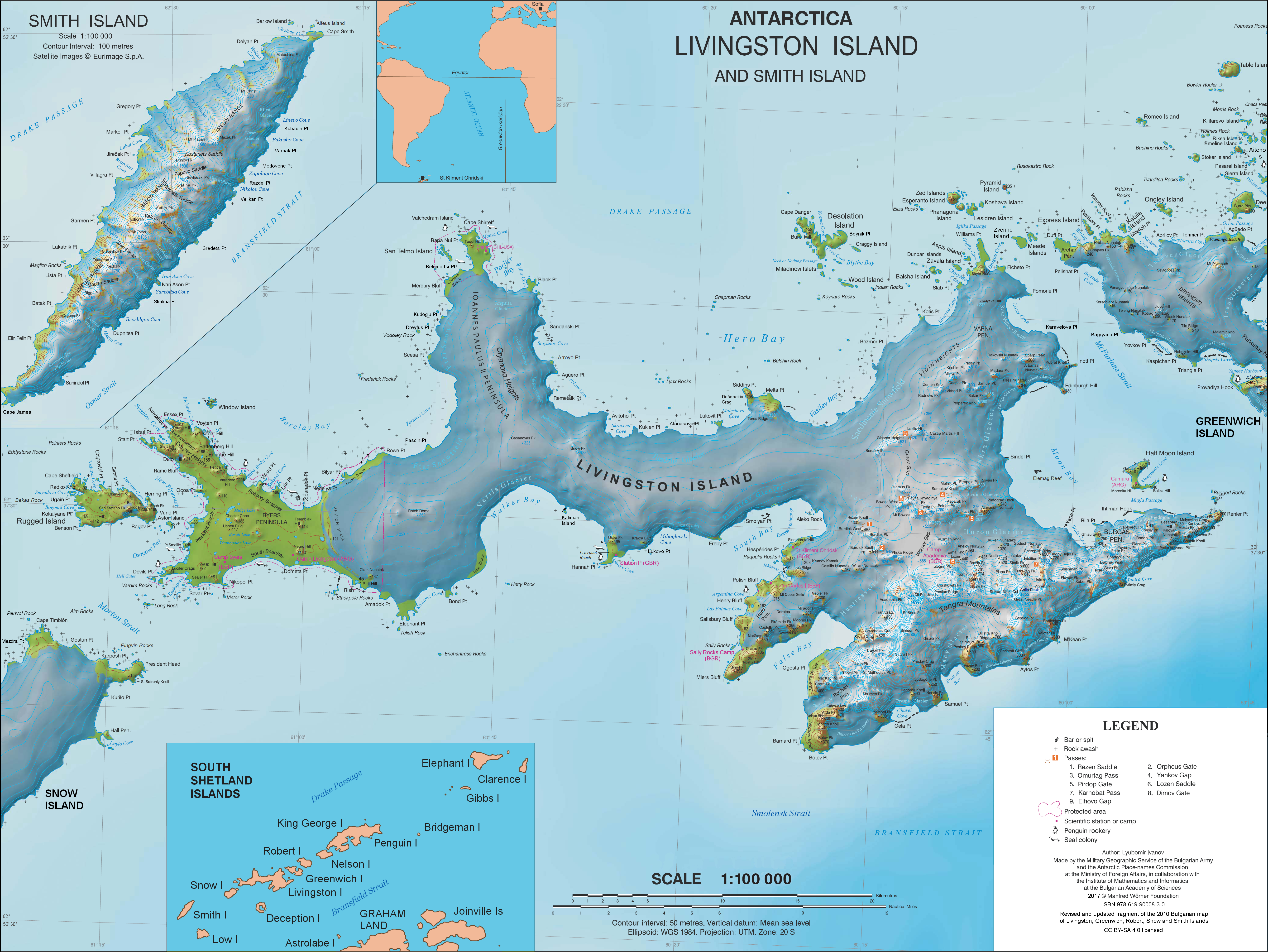
Топографічна карта острова Лівінгстон

## Дивись також
- База св. Климента Охридського